# Neocoronida trachurus
Neocoronida trachurus is een bidsprinkhaankreeftensoort uit de familie van de Coronididae. De wetenschappelijke naam van de soort is voor het eerst geldig gepubliceerd in 1881 door von Martens.